# 야고토닛세키역
야고토닛세키역(팔사일적역, 일본어: 八事日赤駅, やごとにっせきえき)은 일본 아이치현 나고야시 쇼와구에 위치한 철도역이다.

## 타는 곳
상대식 승강장 2면 2선 지하역.
| 1 | ■ 메이조 선 | 모토야마·오조네 방면     |
| 2 | ■ 메이조 선 | 야고토·아라타마바시 방면 |

## 역세권 정보
- 나고야 제2적십자 병원
- 주부 니혼 자동차 학교
- 주쿄TV방송 본사
- 난잔 대학
- 주쿄 대학

## 역사
- 2004년 10월 6일: 영업 개시.

## 인접역
| 나고야 지하철 ■ 메이조 선     | 나고야 지하철 ■ 메이조 선 | 나고야 지하철 ■ 메이조 선 |
| ----------------------------- | ------------------------- | ------------------------- |
| M 18 나고야다이가쿠 외선 순환 |                           | M 20 야고토 내선 순환     |